# پرطاقت
پرطاقت (به هندی: Taaqatwar) یا جیب‌بر فیلمی محصول سال ۱۹۸۹ و به کارگردانی دیوید داوان است. در این فیلم بازیگرانی همچون سانجی دات، گوویندا، آنیتا راج، نیلم کوتهاری، پارش راوال، تانوجا، انوپم کهیر، گلشن گروور، شاکتی کاپور ایفای نقش کرده‌اند.

## خلاصه داستان
ویجی شرما، مسئول مبارزه با ساخت و سازهای غیرقانونی است. بسیاری از این ساخت و سازها متعلق به ثروتمند خلافکاری بنام مونجل کورانا است. پس از اینکه کورانا منافع خود را در خطر می‌بیند با خریدن گنگیا پلیس زیردست شرما، ویجی شرما را کشته و قتلش را به گردن معلمی بنام پیتر دیملو میندازد. همسر شرما متوجه ماجرا می‌شود ولی بخاطر نجات جان پسرش «امر» در دادگاه سکوت می‌کند. برای همین پس از اعدام «پیتر» پسر کوچکش «جان» را به خانه خود می‌آورد. «جان» از خانه فرار می‌کند و سالها از این حادثه می‌گذرد. تنها یادگاری که از او در خانه شرما مانده یک عکس سه نفره با «امر» و مادرش است. «امر شرما» همانند پدرش یک پلیس وظیفه‌شناس می‌شود و «جان دیملو» در یک محله فقیرنشین به یک جیب بر حرفه ای مبدل می‌گردد. «گنگیا» که از سوی «کورانا» طرد شده برای انتقام خبرهایی درمورد کارهای خلاف او به «امر شرما» می‌رساند. «جان دیملو» که کیف «آنجو» دختر «کورانا» را دزدیده توسط «امر» تعقیب می‌شود و «امر» چهره او را بخاطر می‌سپارد و همه جا مانع کارهای خلاف او می‌شود. تمام وقت «امر» صرف مبارزه با تشکیلات «کورانا» و کل کل کردن با «جان دیملو» می‌گذرد. تا اینکه «کورانا» تصمیم می‌گیرد «امر» را از بین ببرد. از این رو «جان» را به کار می‌گیرد تا با گذاشتن مبلغ هنگفتی در خانه «امر» او را متهم به رشوه خواری کند. اما وقتی وارد خانه می‌شود با دیدن عکس سه نفره متوجه می‌شود که «امر «در واقع همان دوست دوران کودکی اش است و به همین دلیل علیه او توطئه نمی‌کند. «امر» و «جان» برای گرفتن انتقام پدرانشان باهم متحد می‌شوند و سراغ «کورانا» می‌روند. پس از یک درگیری که در آن «گنگیا» هم سر می‌رسد. «کورانا» توسط پلیس دستگیر می‌شود و بخاطر اعمال خلافش به انتظار طناب اعدام می‌نشیند.

## بازیگران و صداپیشگان
| نقش          | بازیگر        | دوبلُر          |
| امر شرما     | سانجی دات     | سعید مظفری     |
| جان دیملو    | گوویندا       | جلال مقامی     |
| مونجل کورانا | شاکتی کاپور   | پرویز ربیعی    |
| گنگیا        | پارش راوال    | حسین عرفانی    |
| آنجو کورانا  | آنیتا راج     | شهلا ناظریان   |
| بیندیا       | نیلام کوتاری  | مهرخ افضلی     |
| پیتر دیملو   | آنیل داوان    | بهمن هاشمی     |
| ویکی کورانا  | گلشن گروور    | غلامرضا صادقی  |
| مادر امر     | تانوجا        | معصومه آقاجانی |
| ویجی شرما    | انوپم کهیر    | کریم بیانی     |
| مزدور کورانا | گورباچان سینگ | شهاب عسگری     |